# Capillistichus
Capillistichus — рід грибів родини Laboulbeniaceae. Назва вперше опублікована 2004 року.

## Класифікація
До роду Capillistichus відносять 1 вид:
- Capillistichus tenellus